# Corcelles (BE)
Corcelles (BE) is een gemeente en plaats in het Zwitserse kanton Bern, en maakt deel uit van het district Jura bernois.
Corcelles (BE) telt 212 inwoners.